# Федорів-Федоричка Іван
Іван Федорів-Федоричка (нар. 1872, Долішній Лужок, нині Львівська область — 1934, Долішній Лужок) — український селянський поет.

## Життєпис
Народився у селянській родині, працював волосним писарем, почав писати та друкувати вірші як селянський поет-самоук. На початку Першої світової війни Іван Федоров-Федоричка був заарештований за звинуваченням у москвофільстві і без судового вироку поміщений у концентраційний табір Талергоф, де провів рік. У таборі серед інших написав вірш, присвячений стражданням земляків, відомий як «Горе братя Галичаны» . 1915 року був звільнений та призваний до армії. Після війни повернувся до рідного села. Продовжував писати та друкував свої поезії у виданнях міжвоєнного часу (частково старовинним «гражданским шрифтом», частково українським правописом) , брав участь в урочистостях, присвячених пам'яті жертв австрійського терору. 
Помер у 1934 році у рідному селі.
1971 року на його могилі збудовано пам'ятник.

## Твори
- «Гей! Гей! - Світе ти наш світе!». Львів, 1919
- «Мир праху галицко-русских узников, пострадавших в 1914-1917 г. в Талергофской долине» \ «Ил. нар. Календарь о-ва им. М. Качковского на 1920 год»;
- «Талергоф или русская Голгофа. Описание мук и страданий галицко-русского народа под игом германским... в Талергофе 1914-1917». Коломыя, 1923.68 стр. с портр.То же фонетикой.
- «Черта холодного света. Посвящая памяти урагана всемирной войны 1914-1918 гг.» в альбом могущих сего мира «Ил. нар. Календарь на 1932 год», изд. о-ва им. М. Качковского, Львов, 1931;
- «Полетайко» (поема)